# Georges-Prosper de Verboom
 (novembre 2012).
Si vous disposez d'ouvrages ou d'articles de référence ou si vous connaissez des sites web de qualité traitant du thème abordé ici, merci de compléter l'article en donnant les références utiles à sa vérifiabilité et en les liant à la section « Notes et références ».
Pour les articles homonymes, voir Verboom.
Georges-Prosper de Verboom (en néerlandais, Joris Prosper Verboom; en espagnol, Jorge Próspero de Verboom), premier marquis de Verboom, est un ingénieur militaire au service du roi d'Espagne. Il est né à Anvers le 9 janvier 1665 et mort à Barcelone le 19 janvier 1744.

## Biographie
En 1705, il assure la construction du Fort Jaco, à la demande de Maximilien-Emmanuel de Bavière, gouverneur des Pays-Bas espagnols.